# Cressac-Saint-Genis
Cressac-Saint-Genis foi uma comuna francesa na região administrativa da Nova Aquitânia, no departamento de Charente. Estendia-se por uma área de 8,78 km². Em 2010 a comuna tinha 148 habitantes (densidade: 16,9 hab./km²).
Em 1 de janeiro de 2017, passou a formar parte da nova comuna de Coteaux-du-Blanzacais.